# Groupe SIPA Ouest-France
Ne doit pas être confondu avec Ouest-France ou Ouest-France TV.
Le Groupe SIPA Ouest‑France est l'un des principaux groupe de médias en France créé en 1990. Propriété de l'association loi de 1901 - l'Association pour le soutien des principes de la démocratie humaniste (ASPDH), l'entreprise est principalement constituée autour des publications Ouest-France, du Groupe actu ainsi que Les Journaux de Loire. Le groupe se diversifie également dans le secteur de l'édition, des régies et participations.

## Historique

### De 1990 à 2005: Une croissance sous fond de rachats
En 1990, le Groupe Sipa Ouest-France engage une restructuration sous l’égide de l’Association pour le soutien des principes de la démocratie humaniste (ASPDH), nouvellement créée, et de la Société civile SIPA. Cette même année, il rachète le quotidien normand La Presse de la Manche (Cherbourg) pour 80 millions de francs.
En 1991, sa filiale Sofiouest devient l'actionnaire majoritaire de Spir Communication, qui fusionne en 1996 avec la SA Le Carillon, une autre filiale de presse gratuite lui appartenant. L'activité principale est celle de la presse gratuite adossée à de la publicité.
En 1999, Publihebdos est créée dans l'objectif de regrouper l'ensemble des titres de la presse hebdomadaire régionale (PHR) du Groupe. Celui-ci édite, déjà, Le Trégor ainsi que Les Sables - Vendée Journal.
Ainsi, en 2001, Ouest-France, via Publihebdos, rachète le groupe familial Méaulle qui est influent en Normandie à travers une vingtaine de titres tels que L'Éveil normand et Les Informations dieppoises. Publihebdos prend également la main sur l'imprimerie de Bernay.
Par cette opération, le Groupe SIPA Ouest-France s'installe, notamment, en Haute-Normandie afin de concurrencer le groupe Hersant détenant le titre de presse Paris-Normandie,.
En 2002, Spir Communication et Sofiouest, deux filiales du groupe, s'associent au groupe norvégien Schibsted pour lancer la version française de 20 Minutes.

### De 2005 à 2010: rachats, diversifications et télévisions locales
En 2005, SIPA Ouest-France rachète à la Socpresse (appartenant alors à Serge Dassault) trois journaux : Presse-Océan (Nantes), Le Courrier de l'Ouest (Angers) et Le Maine libre (Le Mans). Cette opération comprend aussi le rachat englobe également deux imprimeries, une régie publicitaire ainsi que les chaînes télévisées locales Nantes 7 et Angers 7 en projet,,,.
En 2006, le groupe investit 15 millions d'euros pour la modernisation de l'imprimerie commune du Courrier de l'Ouest et du Maine libre à Angers,.
En 2007, en coopération avec la ville d'Angers, il lance la chaîne télévisée locale Angers 7 (qui fermera en 2010),.
En 2009, la chaîne télévisée Nantes 7 connaît des difficultés financières et est, finalement, reprise par Télénantes (dont le groupe demeure actionnaire),.

### Depuis 2010: transition numérique vers de nouveaux médias
Sa filiale Publihebdos lance deux pureplayers en 2012 76actu et en 2014 Normandie-actu.fr. Dans le même temps, le journal Ouest-France introduit, en 2013, "L'Edition du soir", un quotidien payant réservé aux utilisateurs de tablettes numériques,.
En 2015, les filiales des activités publicitaires - Precom et Ouest-France Multimédia - se rapprochent pour devenir Additi.
En 2016, le groupe rattache son quotidien départemental La Presse de la Manche à sa filiale Publihebdos et lance un accélérateur de start-ups, OFF7,,.
Depuis 2017, Publihebdos axe sa stratégie sur le digital et fédère ses sites internet au sein de la plateforme Actu.fr,.
En 2018, il prend une participation dans Digiteka aux côtés de Rossel pour se renforcer sur la vidéo,.
En 2019, Sipa Ouest-France reprend la participation de Sofiouest, sa filiale d'investissement, dans le média 20 Minutes,. Il acquiert, par ailleurs, l'agence API (Atlantique Presse Information), basée à Nantes, ainsi que l'agence Saooti basée à Lannion,.
En 2021, le groupe de presse lance France Live, un agrégateur d'actualités racheté peu de temps avant,.
En 2023, en collaboration avec cinq groupes éditeurs de presse régionale (Centre France, EBRA, Rossel, Sud Ouest, La Dépêche du Midi) est lancé Diverto, un hebdomadaire de presse de télévision français.
En 2024, le groupe SIPA Ouest-France dépose un dossier de candidature auprès de l'Arcom dans le cadre du renouvellement des fréquences de la TNT. Le projet, baptisé OFTV (devenu NOVO19), est retenu et auditionné le 16 juillet 2024 par les membres du collège de l'Autorité. À l'issue des auditions, le projet est sélectionné par le régulateur. La nouvelle chaîne sera lancée le 1er septembre 2025,.

## Organisation

### Gérance
- Jean Boissonnat (1998-2016)[35]
- Louis Estrangin (2002-2013)
- François Régis Hutin (2003–2017)
- Louis Echelard (2006-2024)[36],[37],[38],[39]
- Fabrice Bakhouche (depuis 2024)[40],[39]

## Filiales
- Ouest-France : Ouest-France, NOVO19, Les Éditions Ouest-France, Infomer, Latitude Magazine ainsi que d'autres filiales (Agence API, Panorapresse, Infolocale, OFF7).
- Groupe actu (notamment avec Actu.fr ou La Presse de la Manche)[22],[23]
- Les Journaux de Loire (Le Courrier de l'Ouest, Le Maine libre et Presse-Océan)[6].
- 20 Minutes avec le Groupe Rossel[26],[27].
- Additi (ex-Précom).
- Sofiouest avec le Crédit Mutuel Arkéa[26].
- Intrasipa et des participations dans 366, Digiteka, Diverto, France Live, Saooti[25],[31],[32],[29].

### Chaînes de télévision

#### Télévision nationale
| Logo | Chaîne                                     | Date de création   | Actionnaire       |
| ---- | ------------------------------------------ | ------------------ | ----------------- |
|      | Novo 19 (HD) Chaîne généraliste (canal 19) | 1er septembre 2025 | 100 % Groupe SIPA |

#### Télévision locale
| Logo | Chaîne                                                                                       | Date de création | Participation        |
| ---- | -------------------------------------------------------------------------------------------- | ---------------- | -------------------- |
|      | Télénantes (HD) Chaîne locale diffusée dans l'ouest de la région Pays de la Loire (canal 31) | 10 décembre 2004 | 32% Groupe SIPA      |
|      | TVR (HD) Chaîne locale diffusée dans l'est de la région Bretagne (canal 35)                  | 21 mars 1987     | 13,83 % Groupe SIPA, |

## Modèle économique

### Chiffre d'affaires
Selon les données disponibles dans la presse économique et sur Pappers (d'abord en francs puis à partir de 2003 en euros) :
| Année | 1990 | 1991 | 1992 | 1993 | 1994 | 1995 | 1996 | 1997 | 1998 | 1999 | 2000,                                            | 2001 | 2002 | 2003,                | 2004,        | 2005,      | 2006,         | 2007 | 2008         |
| ----- | ---- | ---- | ---- | ---- | ---- | ---- | ---- | ---- | ---- | ---- | ------------------------------------------------ | ---- | ---- | -------------------- | ------------ | ---------- | ------------- | ---- | ------------ |
| CA    | N/A  | N/A  | N/A  | N/A  | N/A  | N/A  | N/A  | N/A  | N/A  | N/A  | 4,8 milliards (francs) soit 731 millions (euros) | N/A  | N/A  | 845 millions (euros) | 953 millions | 1 milliard | 1,12 milliard | N/A  | 1,2 milliard |

| Année | 2009         | 2010 | 2011 | 2012 | 2013 | 2014 | 2015         | 2016         | 2017         | 2018         | 2019         | 2020         | 2021         | 2022           | 2023         | 2024         |
| ----- | ------------ | ---- | ---- | ---- | ---- | ---- | ------------ | ------------ | ------------ | ------------ | ------------ | ------------ | ------------ | -------------- | ------------ | ------------ |
| CA    | 1.2 milliard | N/A  | N/A  | N/A  | N/A  | N/A  | 952 millions | 617 millions | 534 millions | 536 millions | 560 millions | 512 millions | 537 millions | ≃ 560 millions | 535 millions | 529 millions |

### Résultat net
En 2024, le groupe est déficitaire.

#### Thèse universitaire
- Arnaud Anciaux, Réinventer l’économie du journalisme. Ouest-France et Québecor, deux essais de transformation d’une pratique discursive et des modèles d’affaires des industries médiatiques à l'ère du numérique, Université de Rennes 1 - Université Laval, 2014, 507 p.

#### Articles universitaires et de revues
- François Régis Hutin, « Le journal Ouest-France ou les voies de l’indépendance », Commentaire, vol. 2, no 110,‎ 2005, p. 453 à 456
- Cégolène Frisque, « Des espaces médiatiques et politiques locaux ? », Revue française de science politique, vol. 5, no 60,‎ 2010, p. 951 à 973

#### Ouvrages
- Guy Delorme, Ouest-France, histoire du premier quotidien français, Paris, Éditions Apogée, 2004, 256 p. (ISBN 2-84398-160-3)
- Guy Delorme, François Régis Hutin : le dernier empereur d'Ouest-France, Paris, Éditions Apogée, 2009, 208 p. (ISBN 978-2-84398-340-5)

#### Rapport parlementaire
- Commission d'enquête sénatoriale, À l'heure du numérique, la concentration des médias en question ?, mars 2022 : Lire en ligne